# نیژنیه کالتیایوو
نیژنیه کالتیایوو (انگلیسی: Nizhneye Kaltyayevo) یک شهرک در شهرستان تاتیشلینسکی استان باشقیرستان کشور روسیه است.